# UCI Oceania Tour 2017
De UCI Oceania Tour 2017 was de dertiende editie van de UCI Oceania Tour, een van de vijf Continentale circuits in 2017 van de UCI. Dit is een overzichtspagina met wedstrijden en hun winnaars en het eindklassement van de UCI Oceania Tour wedstrijden in 2017. Naast de Oceanische kampioenschappen waren ook de Australische en Nieuw-Zeelandse nationale kampioenschappen bij elite en beloften onderdeel van de Oceania Tour.

## Uitslagen
| 1 | Timothy Roe |
| 2 | Sam Crome   |
| 3 | Alex Frame  |
| 4 | Jon Mould   |
| 5 | Alex Frame  |

| P | Danny van Poppel |
| 1 | Damien Howson    |
| 2 | Luke Rowe        |
| 3 | Travis McCabe    |
| 4 | Ian Stannard     |

## Eindklassementen
| Rang | Renner           | Punten |
| ---- | ---------------- | ------ |
| 1    | Lucas Hamilton   | 285    |
| 2    | Michael Storer   | 260    |
| 3    | Jai Hindley      | 240    |
| 4    | Sean Lake        | 198    |
| 5    | Damien Howson    | 148    |
| 6    | Joseph Cooper    | 137    |
| 7    | Jason Christie   | 118    |
| 8    | Cyrus Monk       | 115    |
| 9    | Benjamin Dyball  | 108    |
| 10   | Dylan Sunderland | 91     |

| Rang | Ploegen                                    | Punten |
| ---- | ------------------------------------------ | ------ |
| 1    | Mitchelton Scott                           | 655    |
| 2    | IsoWhey Sports SwissWellness team          | 517    |
| 3    | Drapac Pat's Veg Holistic Development Team | 211    |
| 4    | St. George Continental Cycling Team        | 126    |
| 5    | Team Sapura Cycling                        | 121    |
| 6    | NSW Institute of Sport                     | 120    |
| 7    | Delko Marseille Provence KTM               | 108    |
| 8    | JLT Condor                                 | 90     |
| 9    | Team UKYO                                  | 55     |
| 10   | ONE Pro Cycling                            | 45     |

| Rang | Land          | Punten |
| ---- | ------------- | ------ |
| 1    | Australië     | 2452   |
| 2    | Nieuw-Zeeland | 951    |

2005 · 
2006 · 
2007 · 
2008 · 
2009 · 
2010 · 
2011 · 
2012 · 
2013 ·
2014 ·
2015 ·
2016 ·
2017 ·
2018 ·
2019 · 2020 · 2021 · 2022 · 2023 · 2024 · 2025
Belangrijkste wedstrijden

New Zealand Cycle Classic · Gravel and Tar · Surf Coast Classic
Voormalige wedstrijden

Herald Sun Tour · Cadel Evans Great Ocean Road Race · The REV Classic
 New Zealand Cycle Classic ·
 Herald Sun Tour ·